# Fair Warning
Fair Warning is een Amerikaanse western uit 1931 onder regie van Alfred L. Werker. Destijds werd de film in Nederland uitgebracht onder de titel Een duivelsche kerel.

## Verhaal
Bij zijn aankomst in de stad werkt Dan Barry zich gelijk in nesten. Barry weigert te vertrekken en krijgt ruzie met de bende van Jim Silent. Ook Kate Cumberland en haar vader krijgen het aan de stok met diens bende. Barry schiet het gezin Cumberland te hulp.

## Rolverdeling
| Acteur            | Personage           |
| ----------------- | ------------------- |
| George O'Brien    | Dan Barry           |
| Louise Huntington | Kate Cumberland     |
| Mitchell Harris   | Jim Silent          |
| George Brent      | Les Haines          |
| Nat Pendleton     | Purvis              |
| John Sheehan      | Kelduff             |
| Willard Robertson | Tex Calder          |
| Ernie Adams       | Jordan              |
| Erwin Connelly    | Morgan              |
| Alphonse Ethier   | Mijnheer Cumberland |